# ジョン・オールレッド
ジョン・オールレッド（John Allred、1962年 - ）は、アメリカのジャズ・トロンボーン奏者。同じくトロンボーン奏者であったビル・オールレッドの息子である。

## 略歴
高校卒業後、オールレッドは南カリフォルニアに移り住み、カリフォルニア州アナハイムのディズニーランドで演奏する6人組のディキシーランド・グループ、ザ・ジャズ・マイナーズでプロとしての音楽キャリアをスタートさせた。この間に、ロサンゼルスの音楽シーンで活躍するようになり、1987年にはウディ・ハーマン・アンド・ザ・ヤング・サンダーリング・ハードへの招き入れられた。
フロリダ州オーランドに移住してからも、ジャズやスタジオ・ギグで演奏した。その後、ハリー・コニック・ジュニアのビッグバンドで演奏するよう依頼された。一緒にツアーを行い、数多くのレコーディングやテレビ出演で演奏した。映画『マイ・ガール』では、俳優のダン・エイクロイドにチューバ奏者の演技指導を行い、サウンドトラック用にチューバのパートを録音した。この間、彼は父親のジャズ・バンドで積極的に役割を果たし、数多くのプロダクション公演で演奏。マットソン＝フィリップス・チューバジャズ・コンソートでは、リッチ・マッテソンとハーヴェイ・フィリップスと共にユーフォニアムを演奏した。
1999年、ニューヨークに移り住み、秋吉敏子ビッグバンド、ウディ・ハーマン・オーケストラ、カーネギー・ホール・ジャズ・バンドと共演している。

## ディスコグラフィ

### リーダー・アルバム
- In the Beginning (1993年、Arbors)
- Focused (1998年、AppleJazz)
- Head to Head (2002年、Arbors)
- The ABC's of Jazz (2009年、Arbors)
- Live and Unplugged (2014年)[2]

ウォーレン・ヴァシェ＝ジョン・オールレッド・クインテット
- Jubilation (2008年)
- Top Shelf (2009年)
- Ballads and Other Cautionary Tales (2010年) ※ウォーレン・ヴァシェ名義